# شهرستان آتکارسکی
شهرستان آتکارسکی (به لاتین: Atkarsky District) یک شهرستان در روسیه است که در استان ساراتوف واقع شده‌است.